# دافني غوتليب
دافني غوتليب (بالإنجليزية: Daphne Gottlieb)‏ هي كاتِبة أمريكية، ولدت في 1968.

## وصلات خارجية
- دافني غوتليب على موقع ميوزك برينز (الإنجليزية)